# Церковь Спаса Нерукотворного Образа (Абрамцево)
Церковь Спаса Нерукотворного Образа (Спасский храм) — православный храм в селе Абрамцево Сергиево-Посадского городского округа Московской области. Относится к Сергиево-Посадской епархии Русской православной церкви.
Храм находится на территории музея-заповедника Абрамцево. Приписан к Ахтырскому храму в селе Ахтырка.
В 1882 году в храме венчались Василий Поленов и его жена Наталья Васильевна Якунчикова.

## История
Усадебная Спасская церковь была построена в 1881—1882 годах из кирпича архитектором Павлом Самариным по эскизу художника Виктора Васнецова на средства Саввы Мамонтова, тогдашнего владельца усадьбы.
Здание церкви — бесстолпный одноглавый храм с тремя апсидами разной высоты и звонницей на западной стене, перекрытой сомкнутым сводом с отверстием для светового барабана. К северной стене примыкают паперть и часовня. В наружном и внутреннем убранстве храма принимали участие художники Василий Поленов, Илья Репин, Михаил Врубель, скульптор Марк Антокольский, а также члены семьи Мамонтовых. Ими выполнен двухъярусный иконостас с иконами, киоты и роспись оконных проёмов и люнетов, бетонный пол с мозаичным орнаментом. В 1882 году храм был освящён.
В 1892 году для отопления здания церкви в ней установили печь, изготовленную по рисунку Михаила Врубеля. В этом же году западный угол паперти был перестроен в часовню над могилой сына Мамонтова — Андрея.
Позднее у стен церкви были похоронены: дочь Мамонтовых Вера (1907), Елизавета Григорьевна Мамонтова (1908), внук Мамонтовых и сын Веры Сергей (1913), а также сам Савва Мамонтов (1918).
После революции 1917 года церковь была передана в ведение музея. В 1970-х годах живопись и элементы декора Спасского храма были реставрированы под руководством Галины Духаниной.
Церковь приписана к храму Ахтырской иконы Божией Матери усадьбы Ахтырка. Богослужения проводятся по церковным праздникам и памятным для Абрамцева дням. Настоятель — протоиерей Борис Можаев.